# Stenus trajectus
Stenus trajectus är en skalbaggsart som beskrevs av Thomas Casey. Stenus trajectus ingår i släktet Stenus och familjen kortvingar. Inga underarter finns listade i Catalogue of Life.